# Solpuga festae
Solpuga festae es una especie de arácnido  del orden Solifugae de la familia Solpugidae.

## Distribución geográfica
Se distribuye por Libia.